# Scharnitz
Scharnitz, [ˈʃarnit͡s], este o comună cu 1309 de locuitori (la 1 ianuarie 2015), în districtul Innsbruck-Land a statului federal Tirol (Austria), îndepărtată 9 km de Seefeld in Tirol precum autorutier 32 km de Innsbruck. Comunitatea se află în districtul judiciar din Innsbruck și este un punct important de trecere al frontierei între Austria și Mittenwald în Germania.

## Geografie
Scharnitz este situat la pasul de același nume la granița cu Bavaria, la intersecția de Seefeld in Tirol către Garmisch-Partenkirchen. Localitatea se află pe lângă râului Isar, câțiva kilometri vest de izvoarele ei, la sfârșitul unei extinderi, unde valurile alpine Karwendel, Hinterau și Gleirsch se întâlnesc cu valea râului Isar. Ea este un punct de plecare important pentru excursii cu sau fără Mountainbike în Munții Karwendel.

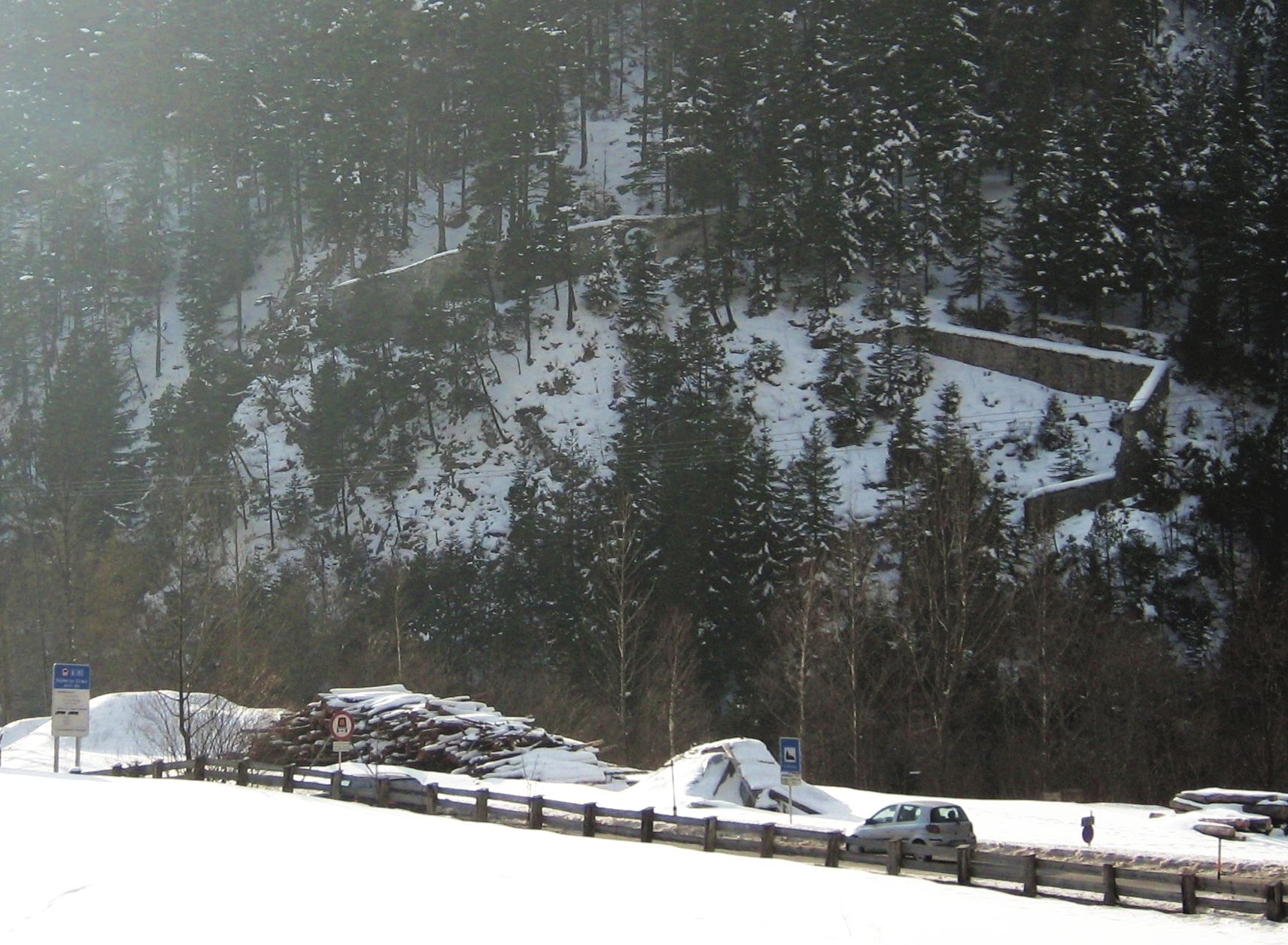
Ruinele Porții Claudia

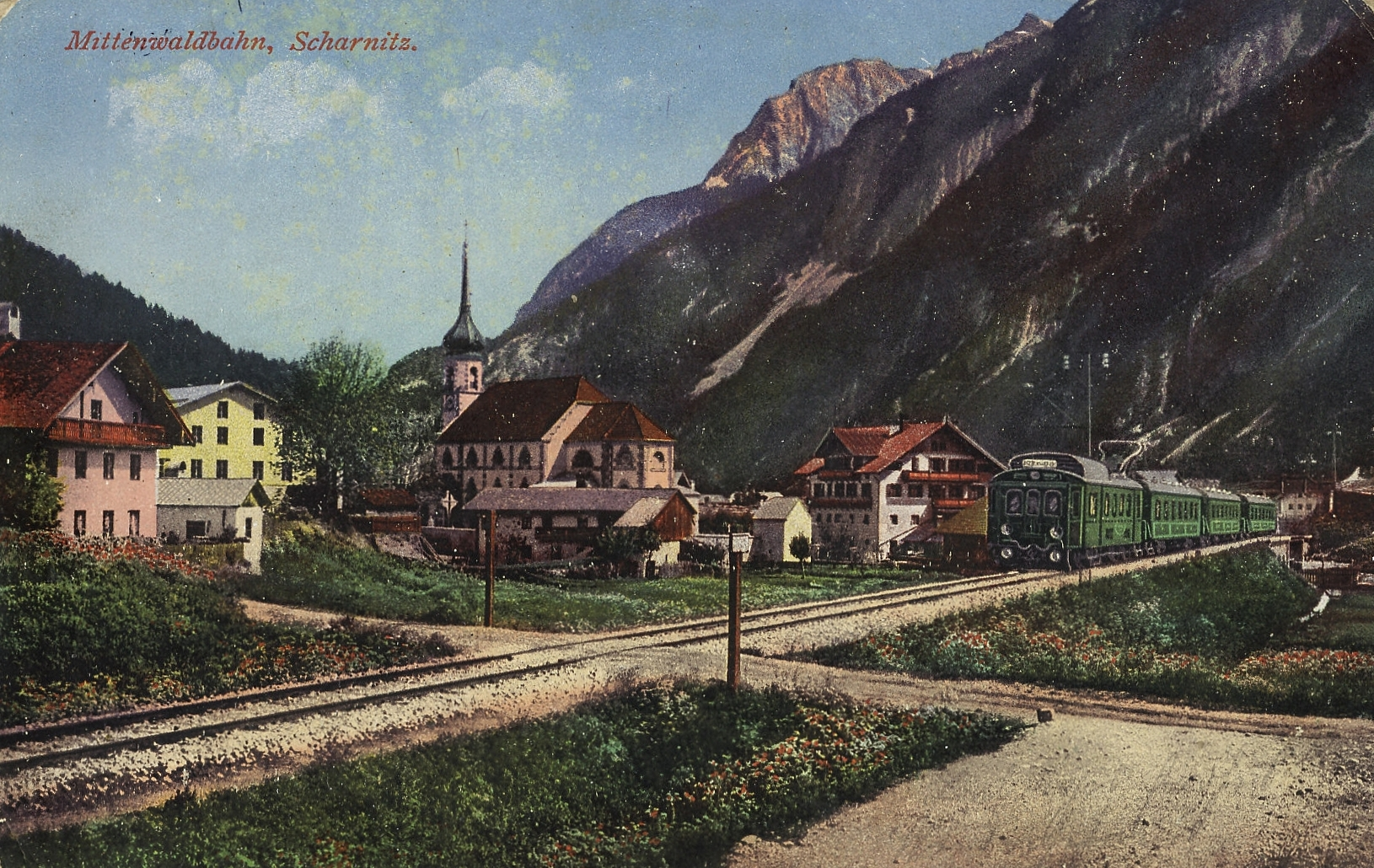
Scharnitz 1912

## Istoric
În Scharnitz a existat castelul roman Scarbia între munții Karwendel și munții Wetterstein. În documentele medievale timpurii Scharnitz a fost desemnat ca o pădure ostilă între Walchensee și Seefeld in Tirol. În anul 763, localitatea a fost pomenită pentru prima oară sub numele de Scaraza locum într-un document privind clădirea unei biserici cu mănăstire. Aceasta a fost sfințită pe numele lui Sf. Petru și subordinată diecezei Freising. În Evul Mediu Scharnitz a fost o importantă  poartă de intrare spre Tirol pe  ruta comercială Veneția-Augsburg, denumită Strada d´Allemagna.
Inițial satul a făcut parte din județul Werdenfels (Bavaria), granița cu județul Tirol fiind Castelul Schlossberg la nord de Seefeld. Dar tirolezii au încercat să mute granița spre pasul Scharnitz care a fost pe atunci de importanță strategică. Un succes parțial s-a notat pe 20 octombrie 1500 pentru ei, când împăratul Maximilian I al Sfântului Imperiu Roman și episcopul principe Filip de Freising au ratificat un contract, prin care  granița Tirolului s-a mutat până la un kilometru de sudul satului.
În anul 1633, Tirolul a obținut dreptul pentru construcția unui baraj de apărare pe pasul Scharnitz împotriva avansului suedezilor pe timpul Războiului de Treizeci de Ani, numit în cinstea prințesei Claudia de Medici Porta Claudia. Resturile fortificații pot fi văzute și astăzi.
Prin tratatul de la 29 octombrie 1656, bucata de teritoriu din împrejurarea de Scharnitz inclusiv zonei Porții Claudia a fost schimbată cu una în jurul muntelui Kienleithenkopf și a moșii Karolingerhof precum dreptul de trecere în valea Hinterau. În sfârșit, pe 28 mai 1766, apartenența localității Scharnitz cu Porta Claudia a fost confirmată definitiv la Tirol.
În anul 1845, s-a stabilit la Scharnitz "Prima fabrica de asfalt tirolez". Cu acest asfalt a fost pavat și centrul orașului Innsbruck. Scharnitz întreține legături strânse cu orașul partener bavarez Plattling.

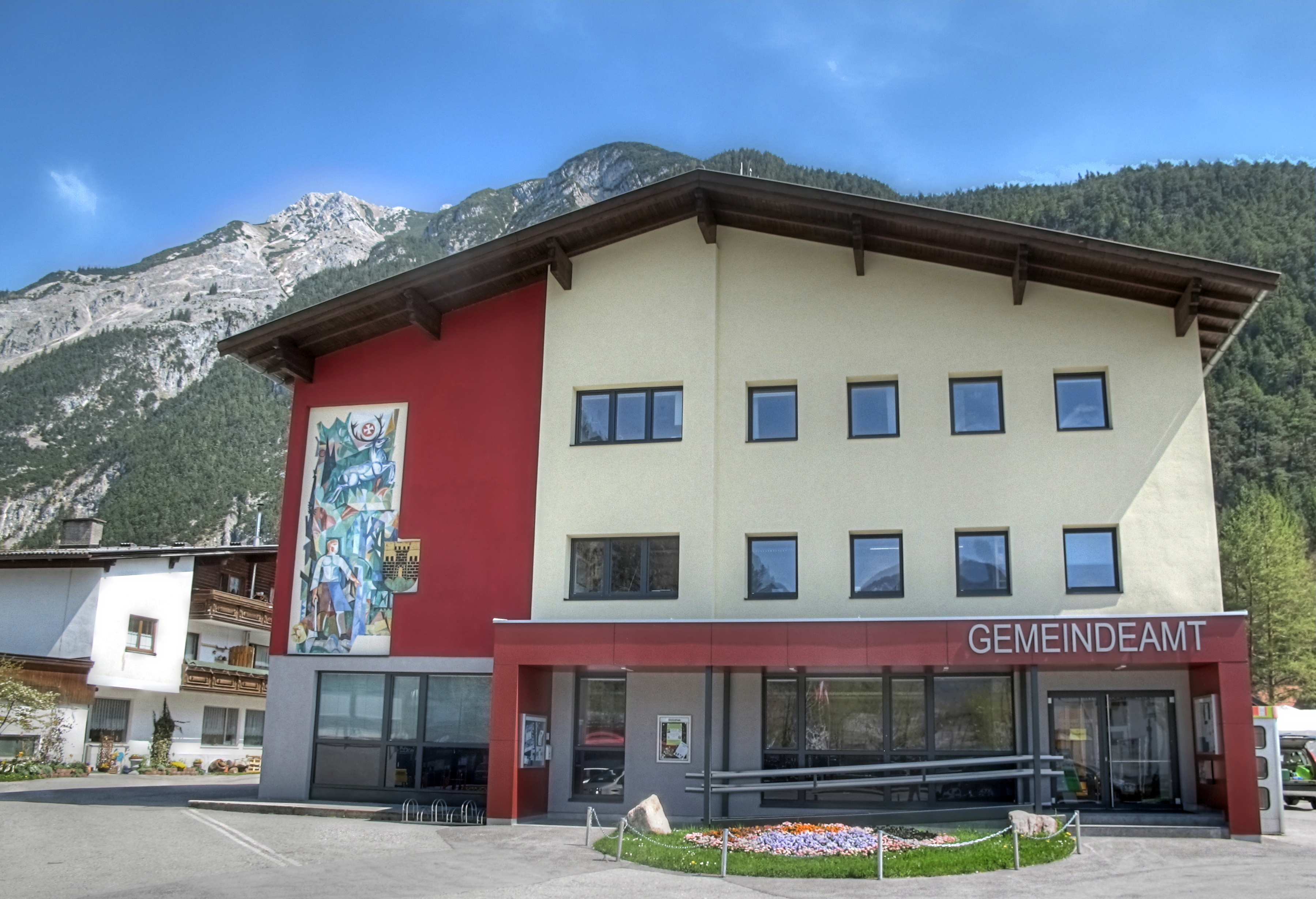
Scharnitz, primărie

## Economie
Scharnitz este astăzi o comunitate de turism și face parte din regiunea turistică olimpică Seefeld, dar joacă de asemenea un rol major al turismului de vară, fiind poarta de acces pentru excursii și alpinism al zonei Karwendel (înnoptări împreună cu Seefeld peste 500.000).

## Legături trafic
Stația de tren Karwendelbahn (München - Garmisch-Partenkirchen - Innsbruck) și Linia S6 (S-Bahn) Scharnitz este situată în centrul orașului. Cu automobilul se ajunge în comună, venind din nord (München) peste Autostrada A 95 în direcția Garmisch-Partenkirchen și mai departe peste strada regională B 2 peste Mittenwald, din sud urmând străzii regionale B 177 via Seefeld.

## Obiective turistice

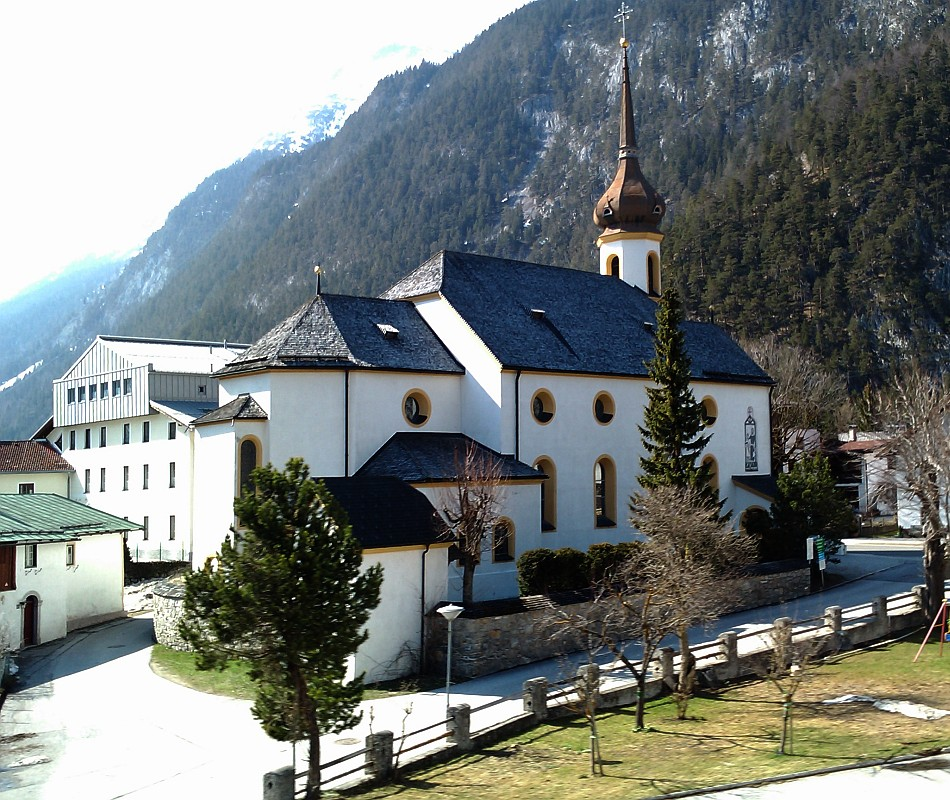
Scharnitz, parohie

- Parohia Mariahilf din anul 1639, reconstruită în 1896 precum interiorul care, în anul 1954, a fost decorat cu lucrări de fresco, sticlă pictată și figurine de ceramică.

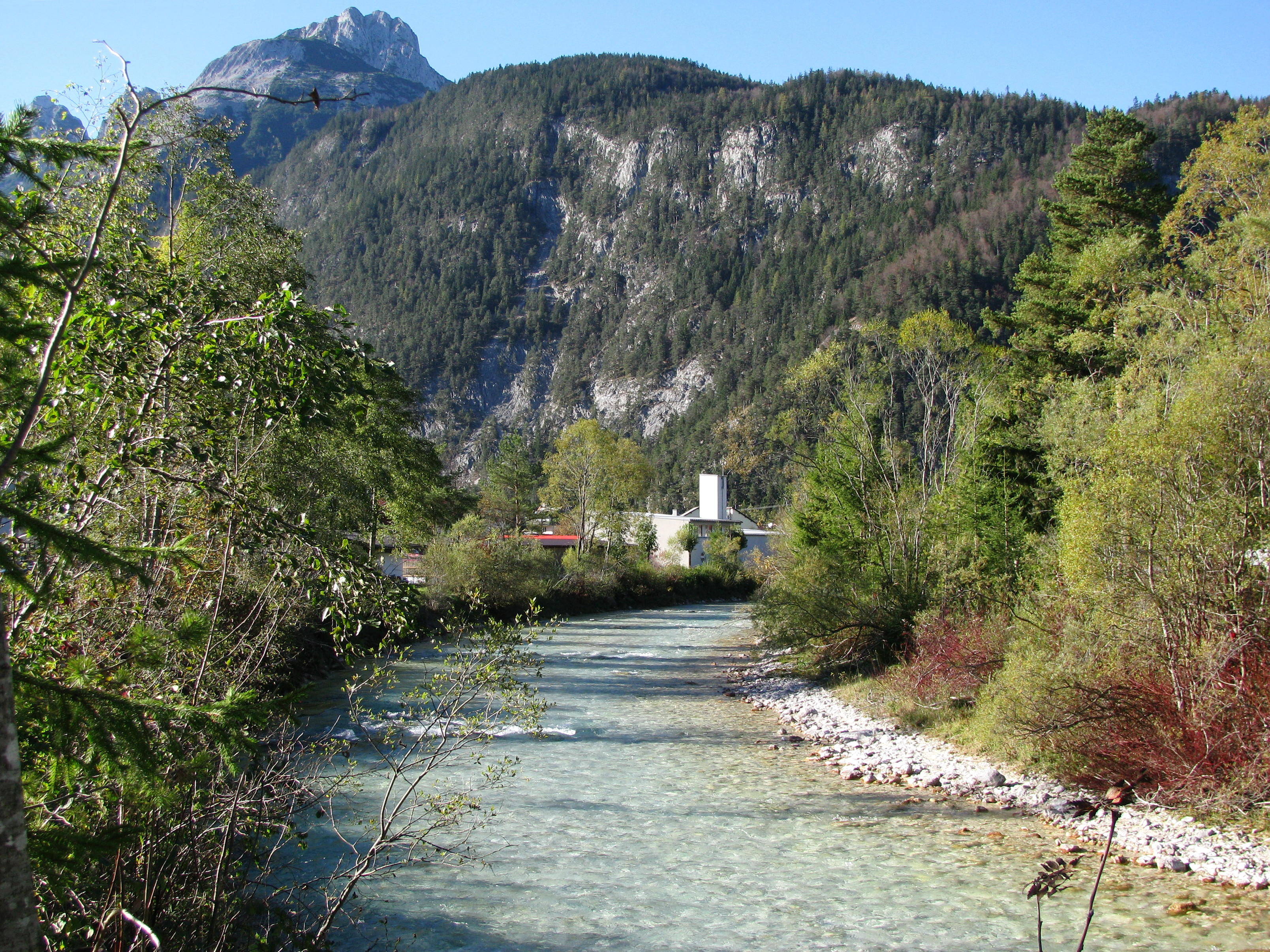
Isar pe lângă Scharnitz

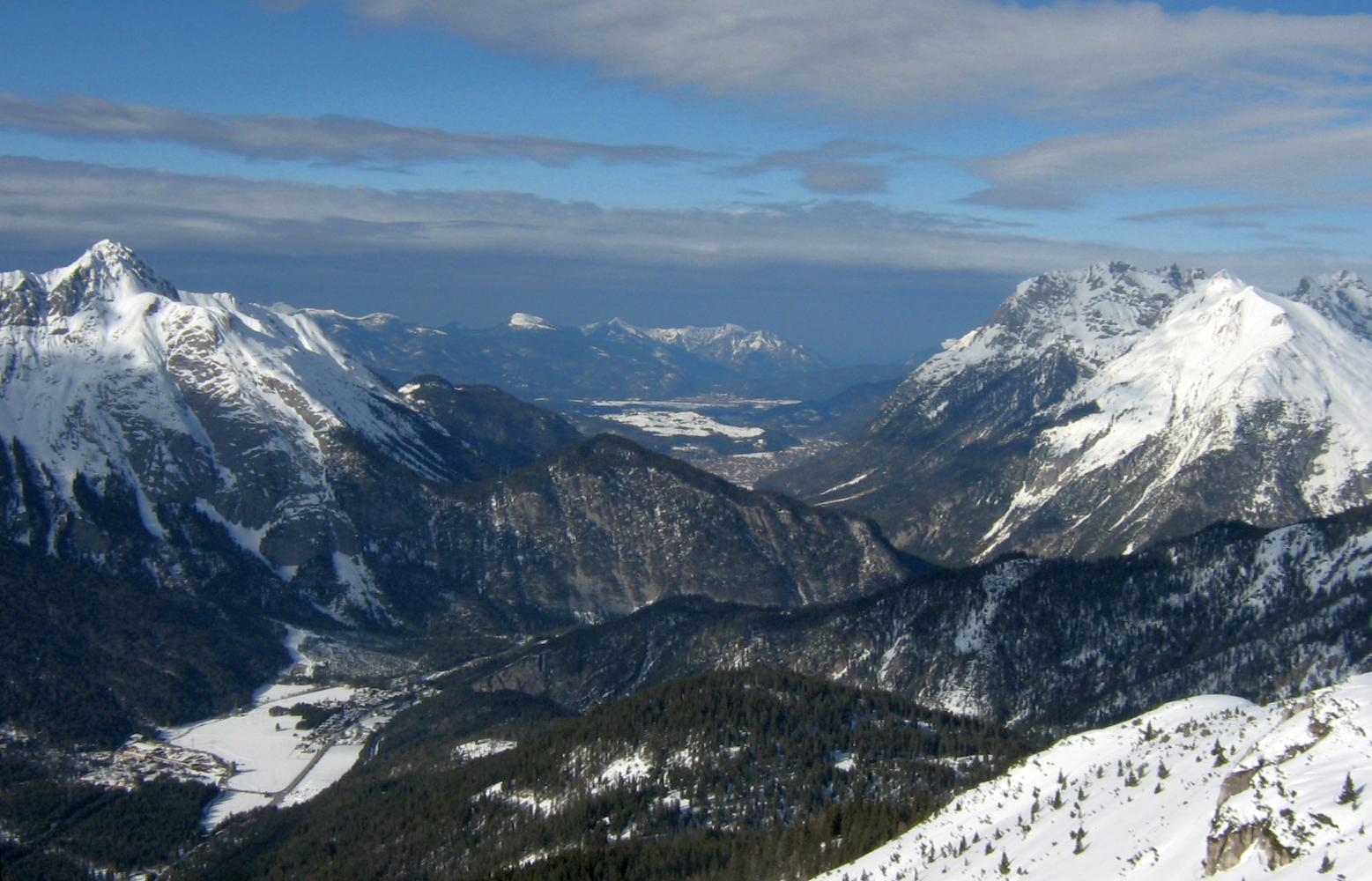
Pasul Scharnitz

- Ruinele Porții Claudia
- Izvorul râului Isar[9]

## Localități învecinate

### În Austria
- Absam
- Innsbruck,
- Leutasch
- Seefeld in Tirol
- Thaur
- Vomp
- Zirl

### În Germania
- Farchant
- Garmisch-Partenkirchen
- Grainau
- Krün cu Klais
- Mittenwald
- Wallgau

## Stema
Blazonul comunei Scharnitz reprezintă Porta Claudia ca fortificație din timpul Războiului de Treizeci de Ani precum intrarea în Tirol. Drapelul este negru-galben dungat (1: 1) cu stema municipiului la mijloc.